# Алан Гут
Алан Гут (англ. Alan Harvey Guth; нар. 27 лютого 1947 Нью-Брансвік, округ Мідлсекс, Нью-Джерсі, США) — американський фізик і космолог, вперше запропонував ідею космічної інфляції.
Виріс в Хайленд-Парк, в єврейській родині Нью-Джерсі, де екстерном закінчив школу, щоб поступити в Массачусетський технологічний інститут (МТІ). У МТІ він навчався в 1964—1971 роках, ставши доктором філософії під керівництвом Френсіса Лоу. Тема його докторської — дослідження моделей конфайнмента кварків.
У 1970-ті роки Гут займав постдокторальні посади в Прінстоні, Колумбійському університеті, Корнеллському університету і Стенфордському центрі лінійних прискорювачів SLAC, працюючи, в основному, над математичними проблемами фізики елементарних частинок. У Корнеллі Гут познайомився з фізиком Генрі Таєм, який переконав його зайнятися спільним вивченням магнітних монополів в епоху раннього Всесвіту. Ця робота змінила напрямок його досліджень. Разом вони виявили, що стандартні припущення в фізиці елементарних частинок і космології призводять до фантастично великого числа магнітних монополів. Цей результат був отриманий трохи раніше радянськими вченими Я. Б. Зельдовичем і М. Ю. Хлоповим, які працювали тоді в ІПМ ім. Келдиша в Москві, а також американським вченим Джоном Прескілл, які працювали в Гарварді. Гут і Тай почали пошук альтернативних припущень, які давали можливість уникнути проблеми «перевиробництва» магнітних монополів. В результаті цих пошуків Гут модифікував теорію Великого вибуху, створивши інфляційну модель Всесвіту.